# Нафтове дербі (Дрогобицько-Бориславське дербі)
Нафтове дербі або Дрогобицько-Бориславське дербі — футбольне протистояння між командами з Дрогобича та Борислава, що тягнеться від перших товариських зустрічей дрогобицького «Підгір'я» та бориславського «Ропника» у другій половині 1920-х років. Сьогодні протистояння між дрогобицькою «Галичиною» та бориславським «Нафтовиком».

## Передумови
Дрогобич та Борислав — це два сусідні міста, що застали свій розцвіт в один час, і в обох цей розквіт пов'язаний з нафтою. На момент початку нафтової лихоманки, що заполонила Прикарпаття, Борислав та Тустановичі (сьогодні частина Борислава) були всього лиш селами, а сусідній Дрогобич здавна був містом, тож багато великих підприємців, які приїхали на Галичину, щоб розбагатіти на бориславській нафті, давали перевагу проживанню у Дрогобичі, інвестуючи в його бурний культурний розвиток. У Бориславі ж селилися малі підприємці та робітники.
Сьогодні протистояння не є якимось запальним, адже серед міщан вже давно нема якоїсь ворожнечі на класовому підґрунті. Але для багатьох місцевих фанатів футболу, які здавна слідкують за протистоянням, матчі сусідів мають принципіальне значення. 

## 1925-1939
Найстаріше задокументоване дрогобицько-бориславське протистояння датується другою половиною 1920-х років, коли дрогобицьке «Підгір'я» та новостворений бориславський «Ропник» зіграли серію товариських матчів, рахунки яких не збереглись.
|                                         | Із представниками сусіднього міста зустрічалися по декілька разів на рік. Перевага зазвичай була на стороні дрогобичан. Матчі не зацікавлювали публіку: на одну із зустрічей у Бориславі прийшло тільки три глядачі. |
| — «Копаний м'яч» (автор: Мандзюк Денис) | |

У сезоні 1935 року три дрогобицьких (TUR (Д), «Ватра», «Бетар») та дві бориславські (TUR (Б) та «Бялі») команди зійшлися в одному класі («Б») Львівської окружної ліги. Тоді чемпіонство здобув єврейський колектив із Дрогобича – «Бетар», але лиш одним очком поступився бориславський колектив TURу.
| № | Назва               | І  | В | Н | П  | М     | О  |
| - | ------------------- | -- | - | - | -- | ----- | -- |
| 1 | «Бетар» Дрогобич    | 12 | 9 | 2 | 1  | 27-6  | 20 |
| 2 | TUR Борислав        | 12 | 8 | 3 | 3  | 26-8  | 19 |
| 3 | TUR Дрогобич        | 12 | 7 | 1 | 4  | 19-17 | 15 |
| 4 | «Бялі» Борислав     | 12 | 5 | 2 | 5  | 22-14 | 12 |
| 5 | «Дністер» Самбір    | 12 | 5 | 1 | 6  | 19-21 | 11 |
| 6 | «Підгір'я» Дрогобич | 12 | 3 | 1 | 8  | 12-23 | 7  |
| 7 | ЖКС Самбір          | 12 | 0 | 0 | 12 | 2-48  | 0  |

Но бориславчани («Кадімаг», «Стшелєц», TUR) помстилися вже в сезоні 1937/38, зійшовшись у класі «А» з дрогобицьким «Бетаром». Тоді перші два місця розділили між собою бориславські колективи, а дрогобичани посіли четверте місце.
| № | Назва              | І  | В | Н | П | М     | О  |
| - | ------------------ | -- | - | - | - | ----- | -- |
| 1 | «Кадімаг» Борислав | 10 | 9 | 0 | 1 | 25-9  | 18 |
| 2 | «Стшелєц» Борислав | 10 | 7 | 1 | 2 | 37-10 | 15 |
| 3 | «Дністер» Самбір   | 10 | 5 | 2 | 3 | 15-20 | 12 |
| 4 | «Бетар» Дрогобич   | 10 | 3 | 3 | 4 | 12-17 | 9  |
| 5 | TUR Борислав       | 10 | 1 | 1 | 8 | 5-35  | 3  |
| 6 | «Стриянка» Стрий   | 10 | 1 | 1 | 8 | 13-24 | 3  |

У останньому повноцінному сезоні Львівської окружної ліги, який на 70% складався із представників Дрогобича та Борислава, а саме: два дрогобицькі та чотири бориславські колективи, розстановка сил не змінилася – «Кадімаг» та «Стшелєц» помінялися першим-другим місцем, а дрогобицький TUR взяв почесну бронзу, випередивши стрийську «Скалу» на одне очко.
| № | Назва              | І  | В  | Н | П  | М     | О  |
| - | ------------------ | -- | -- | - | -- | ----- | -- |
| 1 | «Стшелєц» Борислав | 16 | 13 | 0 | 3  | 54-18 | 26 |
| 2 | «Кадімаг» Борислав | 16 | 11 | 1 | 4  | 59-25 | 23 |
| 3 | TUR Дрогобич       | 16 | 8  | 4 | 4  | 31-24 | 20 |
| 4 | «Скала» Стрий      | 16 | 9  | 1 | 6  | 31-35 | 19 |
| 5 | «Бялі» Борислав    | 16 | 6  | 2 | 8  | 30-35 | 14 |
| 6 | «Стриянка» Стрий   | 16 | 5  | 3 | 8  | 25-34 | 13 |
| 7 | «Дністер» Самбір   | 16 | 3  | 6 | 7  | 25-41 | 12 |
| 8 | «Бетар» Дрогобич   | 16 | 4  | 2 | 10 | 19-28 | 10 |
| 9 | TUR Борислав       | 16 | 3  | 1 | 12 | 2046  | 7  |

### Матчі
| №                                                                            | Дата          | Турнір                   | Господарі | Рахунок | Гості   | Голи     | Стадіон  | Глядачів |
| 1                                                                            | 6 червня 1937 | Львівської окружної ліги | «Бялі»    | 2:2     | «Ватра» | невідомо | невідомо | невідомо |
| Інші результати поєдинків дрогобицьких та бориславських команд не збереглись |               |                          |           |         |         |          |          |          |

## 1939-1991
Зі приходом радянської влади, яка одразу взялася наводити свої порядки, всі колишні спортивні товариства були ліквідовані, а на їхній основі відкрили філії всесоюзних спорттовариств. Так у Дрогобичі як обласному центрі одразу відкрили філії спорттовариств «Динамо» та «Спартак», а Бориславі як регіональному центрі нафтовидобування — «Нафтовик». До речі, у Дрогобичі теж була власна філія товариства «Нафтовик», але, на відміну від Борислава, вона складалася із працівників нафтопереробної галузі  і аж до 1950 року не мала власної футбольної команди.
Вперше за радянський період дрогобичани зустрілися з бориславчани рамках 10-ї зони Чемпіонату УРСР з футболу серед КФК 1948 року. Тоді дрогобицький «Спартак» посів останнє місце у таблиці, а бориславський «Нафтовик» п'яте.
| № | Назва                   | І | В | Н | П | М | О |
| - | ----------------------- | - | - | - | - | - | - |
| 1 | «Динамо» (Ужгород)      |   |   |   |   |   |   |
| 2 | «Більшовик» (Солотвине) |   |   |   |   |   |   |
| 3 | БО (Стрий)              |   |   |   |   |   |   |
| 4 | «Динамо» (Станіслав)    |   |   |   |   |   |   |
| 5 | «Нафтовик» (Борислав)   |   |   |   |   |   |   |
| 6 | «Більшовик» (Самбір)    |   |   |   |   |   |   |
| 7 | «Медик» (Станіслав)     |   |   |   |   |   |   |
| 8 | «Динамо» (Чернівці)     |   |   |   |   |   |   |
| 9 | «Спартак» (Дрогобич)    |   |   |   |   |   |   |

Вже наступного року «Динамо» замінило «Спартак» та посіло восьме місце, програвши 2:1 бронзовому призеру турніру бориславському «Нафтовику».
| №  | Назва                  | І | В | Н | П | М | О |
| -- | ---------------------- | - | - | - | - | - | - |
| 1  | «Спартак» (Станіслав)  |   |   |   |   |   |   |
| 2  | «Нафтовик» (Стрий)     |   |   |   |   |   |   |
| 3  | «Нафтовик» (Борислав)  |   |   |   |   |   |   |
| 4  | «Більшовик» (Берегове) |   |   |   |   |   |   |
| 5  |                        |   |   |   |   |   |   |
| 6  | «Динамо» (Ужгород)     |   |   |   |   |   |   |
| 7  | «Більшовик» (Самбір)   |   |   |   |   |   |   |
| 8  | «Динамо» (Дрогобич)    |   |   |   |   |   |   |
| 9  | «Локомотив» (Чернівці) |   |   |   |   |   |   |
| 10 | «Спартак» (Чернівці)   |   |   |   |   |   |   |

### Матчі
| №                                                                            | Дата | Турнір                              | Господарі  | Рахунок | Гості    | Голи     | Стадіон  | Глядачів |
| 1                                                                            | 1949 | Чемпіонату УРСР з футболу серед КФК | «Нафтовик» | 2:1     | «Динамо» | невідомо | невідомо | невідомо |
| Інші результати поєдинків дрогобицьких та бориславських команд не збереглись |      |                                     |            |         |          |          |          |          |

## Після 1991
Найдавніша зустріч у дербі між «Галичиною» та «Нафтовиком» датується 1994 роком, коли в ході підготовки «Галичини» до старту сезону в Другій лізі, було проведено домашній спаринг із «Нафтовиком», який закінчився 4:0 на користь володарів поля.

### Матчі[4][5][6][7][8]
| №  | Дата           | Турнір                 | Господарі  | Рахунок | Гості      | Голи                     | Стадіон       | Глядачів |
| 1  | 18 липня 1994  | товариський            | «Галичина» | 4:0     | «Нафтовик» | невідомо                 | Галичина      | невідомо |
| 2  | 5 серпня 2017  | невідомо               | «Галичина» | 3:2     | «Нафтовик» | невідомо                 | «Каменяр»     | невідомо |
| 3  | 29 серпня 2018 | Перша ліга Львівщини   | «Нафтовик» | 0:4     | «Галичина» | невідомо                 | «Каменяр»     | невідомо |
| 4  | 27 лютого 2021 | «Меморіал Юста»        | «Галичина» | 3:1     | «Нафтовик» | невідомо                 | «Арена Довге» | невідомо |
| 5  | 19 червня 2022 | «Меморіал Юста»        | «Нафтовик» | 3:2     | «Галичина» | невідомо                 | «Нафтовик»    | невідомо |
| 6  | 19 серпня 2022 | Прем'єр-ліга Львівщини | «Нафтовик» | 2:0     | «Галичина» | невідомо                 | «Нафтовик»    | невідомо |
| 7  | 4 вересня 2022 | Прем'єр-ліга Львівщини | «Галичина» | 1:4     | «Нафтовик» | невідомо                 | «Каменяр»     | невідомо |
| 8  | 1 травня 2023  | Прем'єр-ліга Львівщини | «Галичина» | 1:1     | «Нафтовик» | невідомо                 | «Каменяр»     | невідомо |
| 9  | 6 липня 2023   | Прем'єр-ліга Львівщини | «Нафтовик» | 2:0     | «Галичина» | невідомо                 | «Нафтовик»    | невідомо |
| 10 | 28 серпня 2023 | Прем'єр-ліга Львівщини | «Нафтовик» | 1:0     | «Галичина» | невідомо                 | «Нафтовик»    | невідомо |
| 11 | 21 квітня 2024 | Прем'єр-ліга Львівщини | «Галичина» | 1:0     | «Нафтовик» | 12' Заторський           | ДЮСШ          | невідомо |
| 12 | 18 серпня 2024 | Прем'єр-ліга Львівщини | «Нафтовик» | 0:2     | «Галичина» | 38' Бутим, 90+1' Маланяк | «Нафтовик»    | невідомо |